# Spiral Life
Spiral Life（スパイラル ライフ）は、日本の音楽ユニット。1993年にポリスターからデビューし、1996年に活動休止。

## メンバー
- 車谷浩司（くるまたに こうじ 1971年8月29日 - 、栃木県出身）
- 石田小吉（いしだ しょうきち 1968年4月12日 - 、静岡県出身）

## 来歴
- 1992年頃、当時BAKUに在籍した車谷浩司と、デビューを目指しデモテープ作りにいそしんでいた石田小吉が、共通の知人（後のSpiral Lifeのディレクター）を通じて知り合い、デモテープを交換し合うようになる（その当時のコラボレーション作は、BAKUの最終作「BAKU」の中で、車谷のソロとして発表される）。
- 1993年、ポリスターレコードから、アルバム「Further Along」、シングル「Another Day, Another Night」でデビュー。以後7枚のシングル、3枚のアルバム、2枚の企画盤をリリース。
- 1996年3月23日横浜アリーナにおいてのライヴを最後に活動休止。当時、ブレイク寸前と言われる程の人気を博していたが、事実上車谷がバンドを抜けるという形で終わりを迎えた。
- 活動休止後は、車谷浩司はAIRとしてソロ活動を開始、石田小吉は、吉澤瑛師、寺田康彦と共にScudelia Electro（2005年活動休止）を結成。

## 音楽性
渋谷系と称されていたが本人たちは否定。デビュー間もない頃は「サウンド・オブ・マイ・ジェネレーション」と銘打ち、古い時代の音楽から、同時代的な音楽まで、分け隔てなく自分たちの音楽に取り込み、90年代ならではの音像を形成することを目指した。しかし、次第に二人の音楽性は異なる方向へと移行し、車谷は重厚なバンドサウンド、石田はより精緻なエレクトロニックサウンドを求めていった。

## ディスコグラフィー

### シングル
タイトルの後に★印のある曲は、アルバム未収録曲。
- 「Freaks Of Go Go Spectators2」収録の「Why don't you come with me?」（タワーレコードCMソング）「INFINITY WITH YOU」などがシングルカット予定であったが、諸事情により実現しなかった。

## タイアップ一覧
| 使用年 | 曲名                                     | タイアップ                                           |
| ------ | ---------------------------------------- | ---------------------------------------------------- |
| 1994年 | (DON'T TELL ME NOW!)PLEASE PLEASE MR.SKY | テレビ朝日系『Mew』エンディングテーマ                |
| 1994年 | HERSEE'S CHOCOLATE                       | 日本テレビ系『うるとら7:00』オープニングテーマ       |
| 1995年 | MAYBE TRUE                               | テレビ朝日系『Mew』オープニングテーマ                |
| 1995年 | GARDEN                                   | テレビ東京系『浅草橋ヤング洋品店』オープニングテーマ |
| 1996年 | Why don't you come with me?              | タワーレコード CMソング                              |

## ライブツアー
- CLUB CIRCUIT '93 "FURTHER ALONG"（4ヶ所4公演）

1993年9月18日 福岡クロッシングホール、9月21日 名古屋クラブクアトロ、9月22日 心斎橋クラブクアトロ、9月24日 渋谷クラブクアトロ
- HALL CIRCUIT '93 "FURTHER ALONG"（3ヶ所3公演）

1993年12月20日 中野サンプラザ、12月25日 名古屋市公会堂、12月26日 サンケイホール
- HALL CIRCUIT '94 "Sound Of My Generation"（4ヶ所4公演）

1994年5月11日 愛知県勤労会館、5月13日 都久志会館、5月16日 サンケイホール、5月21日 中野サンプラザ
- JT スーパー・サウンド・プレコンサート（2ヶ所2公演）

1994年6月19日 PARCO劇場、6月29日 札幌ペニーレーン
- PATI-PATI 10TH ANNIVERSARY PROJECT "SOUND OF MY COMPILATION"（1ヶ所1公演）

1994年8月2日 LIQUIDROOM
- HALL CIRCUIT '94 "SPIRAL MOVE -TELEGENIC 2-"（4ヶ所5公演）

1994年10月15日 愛知県勤労会館、10月17日 福岡電気ホール、10月19日・20日 中野サンプラザ、11月2日 メルパルク大阪
- 1994年学園祭ツアー（4ヶ所4公演）

1994年10月30日 豊橋短期大学、11月1日 近畿大学、11月3日 早稲田大学、11月6日 沼津工業高等専門学校
- ACT AGAINST AIDS'94（1ヶ所1公演）

1994年12月1日 日本武道館
- CLUB CIRCUIT '95 "FREAKS OF GO GO SPECTATORS"（3ヶ所4公演）

1995年4月19日・20日 恵比寿ザ・ガーデンホール、4月24日 DIAMOND HALL、4月25日 大阪WO'HOL
- HALL CIRCUIT '95 "FLOURISH"（6ヶ所10公演）

1995年7月14日 福岡メルパルクホール、7月16日 名古屋市民会館、7月20日 大阪厚生年金会館、7月22日・24日・15日 東京厚生年金会館、8月22日 LIQUIDROOM（追加公演）、8月24日・25日 渋谷公会堂（追加公演）
- 1995年学園祭ツアー（4ヶ所4公演）

1995年10月21日 杏林大学、10月22日 武蔵野女子大学短期大学部、10月26日 大阪スクールオブミュージック専門学校、10月27日 金城学院大学、10月28日 茨城キリスト教大学、11月3日　同朋大学・名古屋音楽大学合同祭、11月4日 明治大学、11月5日 駒沢大学、11月11日 北里大学
- ハーバーホール開館記念公演（1ヶ所1公演）

1995年12月7日 神戸国際会館
- Sell Out -Freaks of Go Go Spectators 2 -（4ヶ所4公演）

1996年3月17日 渋谷クラブクアトロ、3月20日 名古屋クラブクアトロ、3月21日 心斎橋クラブクアトロ、3月23日 横浜アリーナ

## サポートメンバー
- 湯川トーベン（ベース）
- 吉澤瑛師（キーボード) （1994年「Spiral Move - Telegenic 2 -」から）
- 向山テツ（ドラム）（1994年「Spiral Move - Telegenic 2 -」から）
- 村田陽一（トロンボーン）
- 荒木敏夫（トランペット）
- 山本拓夫（テナーサックス）
- 三原重夫（ドラム）
- 三浦憲和（キーボード）

## ラジオ番組
- 「MIDNIGHT ROCK CITY（木曜日PART1）」（NACK5・α-Station）（1994年4月～9月）
  - 『ノストラダムスの赤鉛筆』などの人気コーナーが存在した。
- 「This is Spiral」（FM福岡）（1994年）